# Teillé (Loira Atlántico)
 Teillé  es una población y comuna francesa, situada en la región de Países del Loira, departamento de Loira Atlántico, en el distrito de Ancenis y cantón de Riaillé.

## Demografía
| 1251 | 1267 | 1193 | 1203 | 1271 | 1300 |
| Para los censos de 1962 a 1999 la población legal corresponde a la población sin duplicidades (Fuente: INSEE [Consultar]) |      |      |      |      |      |